# Kloster Tiglieto
Kloster Tiglieto (Santa Maria alla Croce de Civitacula) ist eine ehemalige Zisterzienserabtei in der Region Ligurien, Italien. Tiglieto ist die 14. mittelalterliche Mönchsabtei des Ordens und die erste außerhalb des heutigen Frankreichs.

## Lage
Das Kloster liegt in der Gemeinde Tiglieto am linken Ufer des Bachs Orba in 382 m Meereshöhe in der Metropolitanstadt Genua, nahe der Grenze zur Region Piemont.

## Geschichte
Das 1120 auf Veranlassung des Erzbischofs Peter von Tarentaise gestiftete Kloster war ein unmittelbares Tochterkloster der Primarabtei La Ferté. Erster Abt war wohl Opizzone. Den Namen Teletum dürfte das Kloster nach der Schenkung des so benannten Geländes durch den Markgrafen Anselm von Ponsone im Jahr 1131 angenommen haben. Von Tiglieto wurden Kloster Staffarda und Kloster Casanova (Piemont), beide in der heutigen Region Piemont, gegründet. Durch Papst Eugen IV. wurde in Tiglieto 1442 die Kommende eingerichtet. 1648 wurde das Kloster in ein Familiengut des letzten Kommendatarabts Kardinal Raggio verwandelt und aufgehoben. 1747 wurde der Ort von den Österreichern besetzt, die aber bald von den Genuesern vertrieben wurden. 2000 waren die Zisterzienser nach Tiglieto zurückgekehrt, gaben aber bereits 2011 den Konvent Tiglieto wieder auf.

## Anlage und Bauten

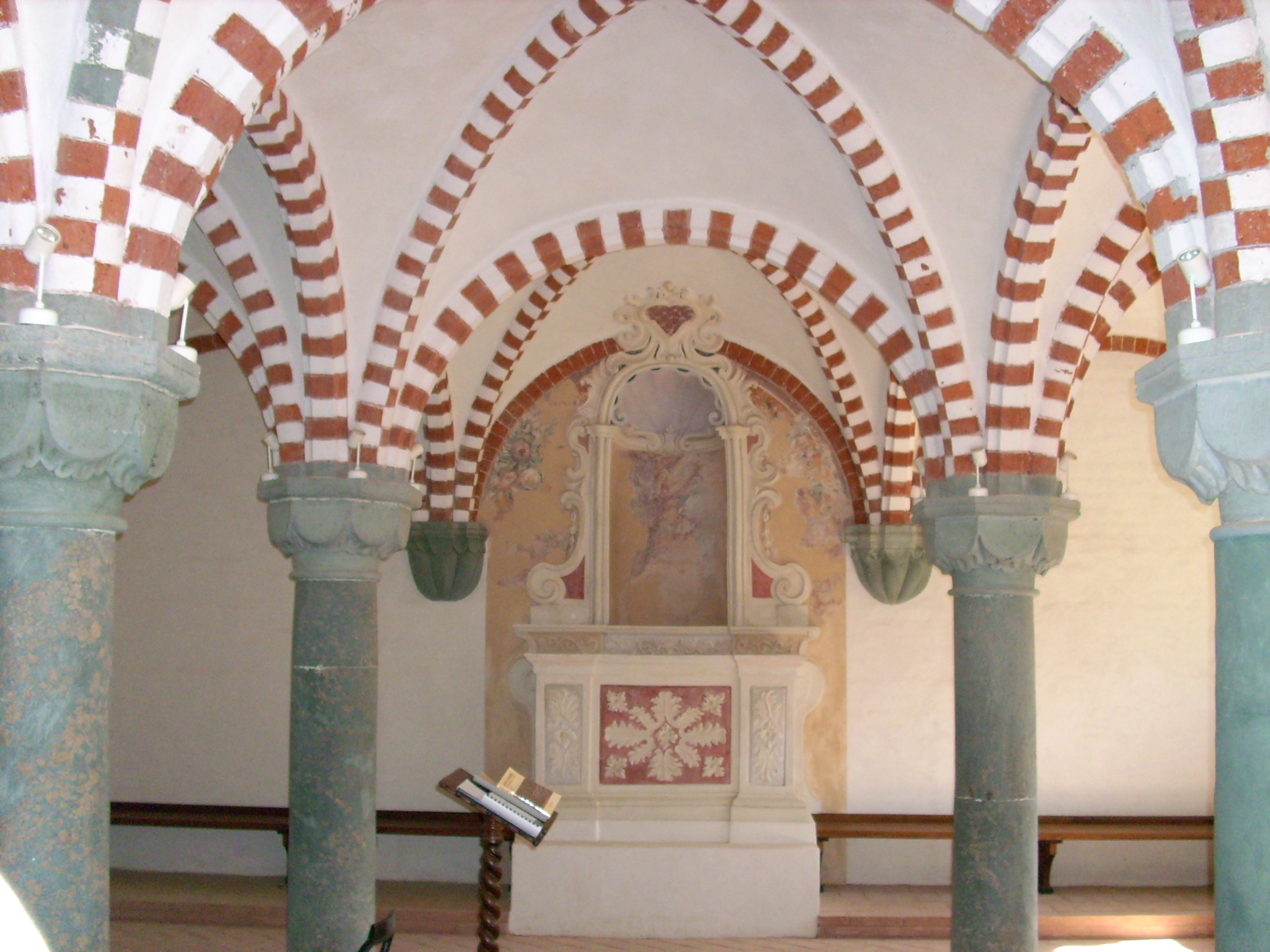
Kapitelsaal

Die Kirche ist eine einfache romanische Backsteinbasilika, ursprünglich mit quadratischen Staffelchören, die im 14. Jahrhundert zugunsten einer neuen Ostfassade abgebrochen wurden. Das Langhaus wurde im Barock gewölbt und mit einem Westchor verändert. Auch wurde ein barocker Campanile hinzugefügt. Die Klausurgebäude liegen südlich von der Kirche; erhalten sind das frühgotische Kapitelhaus im Osten mit einem quadratischen Kapitelsaal zu 9 Jochen aus dem frühen 13. Jahrhundert und symmetrischen Triforienfenstern zum Kreuzgarten (der Kreuzgang ist abgegangen) und dem Dormitorium mit vermauerten Fenstern im Obergeschoss, die Sakristei, die Fraternei sowie im Süden der Refektoriumsbau und im Westen das zu Wohnzwecken veränderte Konversenhaus. Die Anlage ist neuerdings bis zum Jahr 2000 renoviert worden.